# قلب قوی (مجموعه تلویزیونی)
قلب قوی (کره‌ای: 강심장; هانجا: 强心臟; لاتین‌نویسی اصلاح‌شده: Gang Sim Jang; مک‌کیون–ریشاور: Kang Sim Jang) یک برنامه گفتگوی شو کره ای یا نبرد گفتگوی کره جنوبی است که توسط اس‌بی‌اس در روزهای سه‌شنبه از ساعت ۱۱:۵۰ تا چهارشنبه از ساعت ۰۰:۳۰ پخش می‌شد. میزبان آن کانگ هو دونگ و لی سونگ گی بود و بعداً لی دونگ ووک و شین دونگ یوپ به همراه بوم، لتیوک، شین دونگ و ایونهیوک از سوپر جونیور به عنوان میزبانان یک بخش ویژه بودند و مهمانان مشخص داشتند از جمله کیم هیو جین، جونگ جو ری و یانگ سه هیانگ که به عنوان میهمان شش فیکس شناخته می‌شدند. این برنامه به عنوان فصل دوم با شین دونگ یوپ و مجریان جدید، بازیگر کیم هی سان و خواننده یون جونگ شین در فوریه ۲۰۱۳ دوباره آغاز شد.